# アントニオ・バッレーカ
アントニオ・バッレーカ（Antonio Barreca, 1995年3月18日 - ）は、イタリア・トリノ出身のサッカー選手。カリアリ・カルチョ所属。ポジションはDF (LSB)。

## 経歴

### クラブ
トリノFCの下部組織出身。プリマヴェーラのカテゴリーを経験した後、セリエBのASチッタデッラへレンタル移籍中の2014年8月21日に行われたコッパ・イタリア3回戦・サッスオーロ戦でプロデビューを果たした。2014-15シーズンにはチッタデッラで38試合に出場した。
カリアリ・カルチョへのレンタル移籍を経て、2016年夏にトリノFCへ復帰。2016年9月28日のエンポリ戦でセリエA初出場。
2018年7月10日、ASモナコと5年契約を結んだ。
2019年1月31日、ニューカッスル・ユナイテッドFCへシーズン終了までのレンタル移籍。
2019年7月10日、ジェノアCFCへ買い取りオプション付きのレンタル移籍。
2020年10月5日、ACFフィオレンティーナへレンタル移籍。
2021年、USレッチェへレンタル移籍。
2022年8月25日、カリアリ・カルチョに3年契約で復帰。

### 代表
イタリア代表として世代別代表に選出された。

## タイトル

### クラブ
カリアリ
- セリエB : 2015-16